# 健康教育
健康教育，是健康教育学的一个核心概念，是旨在帮助对象人群或个体改善健康相关行为的系统的社会活动；是在调查研究的基础上采用健康信息传播等干预措施促使人群或个体自觉采纳有利于健康的行为和生活方式，从而避免或减少暴露于危险因素，帮助实现疾病预防、治疗康复，及提高健康水平的目的。

## 核心概念
- 健康：健康不仅仅是指没有疾病或虚弱，而是一种生理、心理和社会适应能力的一种完美状态。世界卫生组织的章程给健康的定义：“健康是一种完全的、生理上的，心理上的和社会关系上的良好状态，不仅仅意味者没有疾病或者不虚弱。”[3]
- 健康教育：是旨在帮助对象人群或个体改善健康相关行为的系统的社会活动，它的最终目标是通过改变对象的行为而使之保持健康状态。
- 健康促进：指一切能促使行为和生活条件向有益于健康改变的教育和环境支持的综合体，可用公式表述为：“健康促进=健康教育+环境支持。”根据WHO的定义，健康促进是指促使人们提高改善健康状态的过程。在美国一般采用狭义的定义，即指帮助人们改变其生活习惯以达到理想健康状态的一门科学与艺术。 （页面存档备份，存于）
- 健康教育学：是研究健康教育和健康促进的基本理论和方法的一门科学，是医学与行为科学相结合所产生的交叉学科。
- 健康相关行为：指个体或团体的与健康或疾病有关联的行为。

1. 促进健康的行为：指个体或团体的客观上有利于自身和他人健康的行为。包括：
  1. 日常健康行为
  2. 避开环境危害行为
  3. 戒除不良嗜好行为
  4. 预警行为
  5. 合理利用卫生服务
2. 危害健康的行为：指不利于自身和他人健康的一组行为。包括：
  1. 不良生活方式
  2. 致病行为模式
  3. 不良疾病行为
  4. 违规行为

- 健康行为学：研究健康相关行为发生、发展规律的科学。

## 核心问题
- 影响健康的主要因素：环境因素、行为与生活方式因素、生物遗传因素和医疗卫生服务因素。四类因素中，行为因素最为活跃。美国学者通过对7000人为期5年半的研究，发现只要人们坚持七项简单的日常行为，就可以使人群的期望寿命有较大幅度的提高：

1. 每日正常而规律的三餐，避免零食；
2. 每天吃早餐；
3. 每周2～3次的适量运动；
4. 适当的睡眠（每日7～8小时）；
5. 不吸烟；
6. 保持适当体重；
7. 不饮酒或少饮酒。

- 健康促进的五个主要活动领域：建立促进健康的公共政策，创造健康支持环境，加强社区行动，发展个人技能和调整卫生服务方向。

## 健康教育的实施和评价
健康教育与其他的教育计划一样，需要理论和实际相结合。理论是前人在经验和教训之上总结出来的。没有一个理论可以适应所有的现实情况。根据具体的情况，遵循一定的程序，将各种理论结合，在做出具体的微调是制定一个健康教育的标准模式。
为了更好的在今后实施类似的计划（包括本健康教育计划的实施者，也包括其他人用来吸取本计划的经验和教训），以及信息反馈的需要（主要是让计划相关的出资者以及利益相关人：政府、非政府组织、社区相关人员、以及捐款人了解情况），需要对已经进行的计划进行评价和总结。